# Bergenskompagniet
Bergenskompagniet eller Det Bergenske Grønlandske Kompagni var et dansk-norsk handelskompagni, der havde til opgave at stifte og administrere dansk-norske kolonier og handel i Grønland, samt at søge efter eventuelle overlevende fra de tidligere nordiske bosættelser på øen. Det fungerede fra 1721 til dets fallit i 1727.

## Historie
Bergenskompagniet blev grundlagt i 1721 for at finansiere Hans Egedes missionsarbejde gennem handel med den grønlandske befolkning. Kong Frederik 4. udstedte en oktroj som gav handelskompagniet monopol på sejlads og handel i Grønland fra Bergen uden told eller afgifter.
I Grønland var der i starten store problemer med tilnærmelsen mellem europæere og grønlændere, hvilket gjorde, at der næsten ikke fandt nogen handel sted med grønlænderne. Derudover var det hovedsageligt hollandske hvalfangere, der var aktive i Grønland. I modsætning til danskerne fangede de talrige hvaler og handlede med succes med befolkningen.
I 1723 var handelsselskabet løbet tør for kapital, så de begyndte at generere indtægter gennem lotterier i Danmark og øget opmærksomhed fra potentielle investorer. Til dette formål blev i 1724 to grønlændere, Pooq og Qiperoq, sendt til Europa, hvor de først blev præsenteret for hoffet i anledning af kongens og hans yngre brors Carl af Danmark fødselsdage og skulle jage ænder fra kajaker på Esrum Sø. Paraden var et stort skue for befolkningen, som dog ikke viste interesse for økonomisk at støtte koloniprojektet.
I Grønland blev handelsstationen Nipisat grundlagt samme år, men den var også økonomisk mislykket og blev ødelagt af hollandske hvalfangere i 1725. Trods optagelse af lån blev virksomhedens økonomiske situation hurtigt forværret. Der blev indledt undersøgelser af mistanke om korruption, men disse blev ikke bekræftet.
I 1726 gik handelsselskabet fallit og regeringen udpegede selskabets tidligere meddirektør, Magnus Schiøtte, til at overtage forretningen, mens en kommission skulle undersøge situationen og udarbejde en plan. Hans Egede anbefalede udvidelsen af koloniprojektet. Som følge heraf blev det ikke længere aktive private Bergenskompagniet i 1727 opløst og erstattet af et kongeligt selskab, Det Kongelige Grønlandske Dessein.